# ジープ・グランドチェロキー
グランドチェロキー（Grand Cherokee）は、ヨーロッパ・アメリカの自動車メーカーであるステランティスのジープブランドで販売されるSUVである。
アメリカのミシガン州のジェファーソンノース工場で製造されているが（後述のグランドチェロキーLはマックスアベニュー完成車工場）、ヨーロッパ及び左側通行諸国向けの車両はオーストリアのマグナ・シュタイア（グラーツ工場）によって製造される。

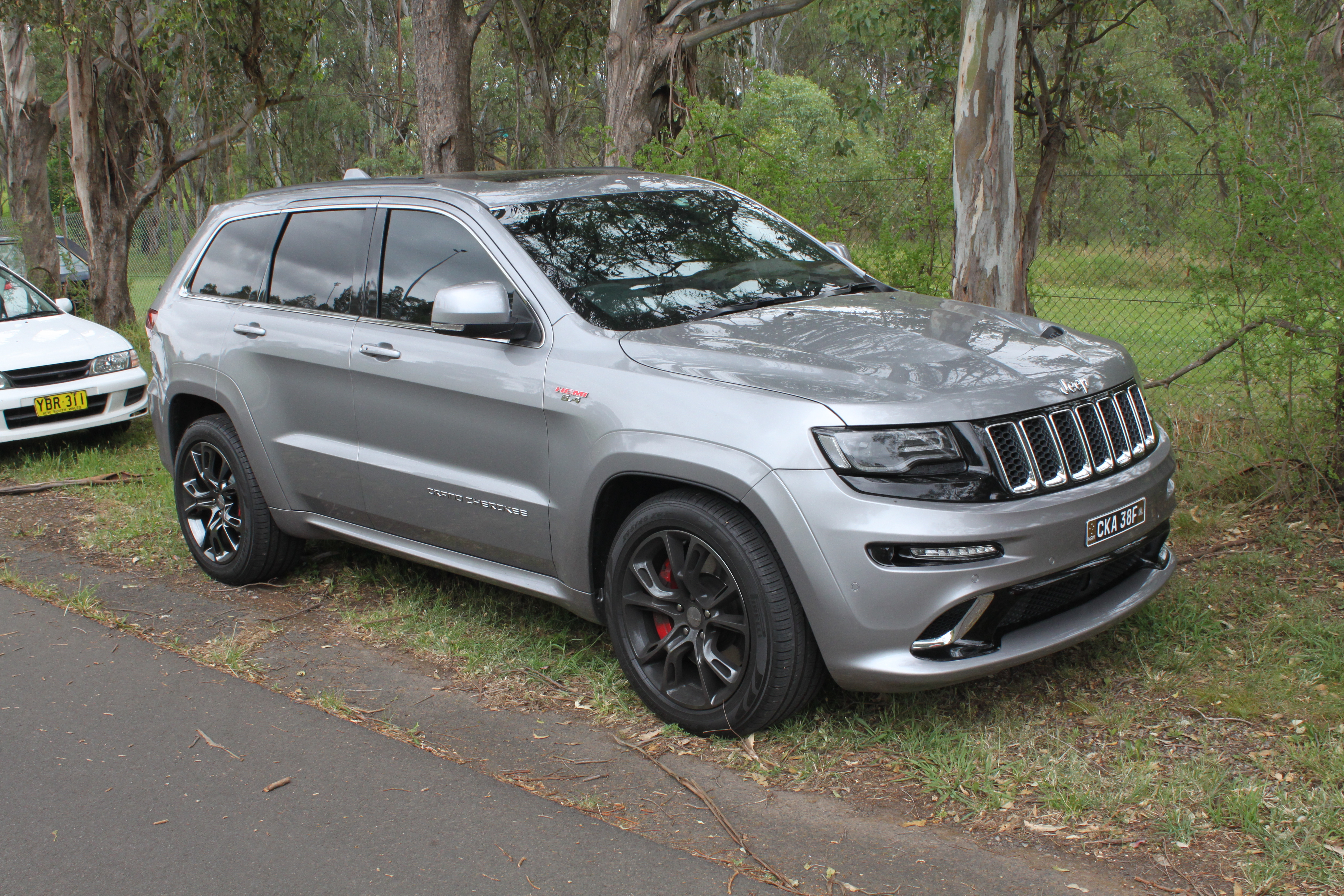
Jeep GrandCherokee SRT

## 歴代モデル

### 初代 ZJ（本国モデル）・ZG（輸出モデル）（1993年-1998年）
1992年の北米国際オートショーで発表され、翌1993年に販売開始。当初は1980年代後半に発売される予定であったが、当時のクライスラーのCEOのリー・アイアコッカにより試作車の再設計が命じられたため、1993年にフォード・エクスプローラーの対抗車種として発売された。
エンジンは、AMCの直列6気筒4Lエンジンが搭載され、さらに1996年からはAMCのパワーテックエンジンに変更された。さらにV型8気筒エンジンは5.2Lマグナムエンジンが搭載され、1998年には4.9Lマグナムエンジン搭載モデルも用意された。また欧州仕様車には、VMモトリ製直列4気筒2.5Lの425 OHVディーゼルエンジンも搭載された。
駆動方式は四輪駆動と後輪駆動が用意され、4WDシステムはセレック・トラック4WDと、クォドラ・トラックフルタイム4WDが採用され、1996年まではコマンド・トラックパートタイム4WDも採用された。
1993年モデルには、V8 5.2Lエンジンを搭載したグランドチェロキーの上級モデルを、ジープ・グランドワゴニアとして台数限定で販売した。
1996年、マイナーチェンジ。外観については、フロントグリルやバンパーなどが変更され、フォグランプが装備された。新たにデュアルエアバッグが装備され、フェンダー部の車名書体がAMCのものからクライスラーのものに変更された。また、AMCの直列6気筒4Lエンジンも改良された。

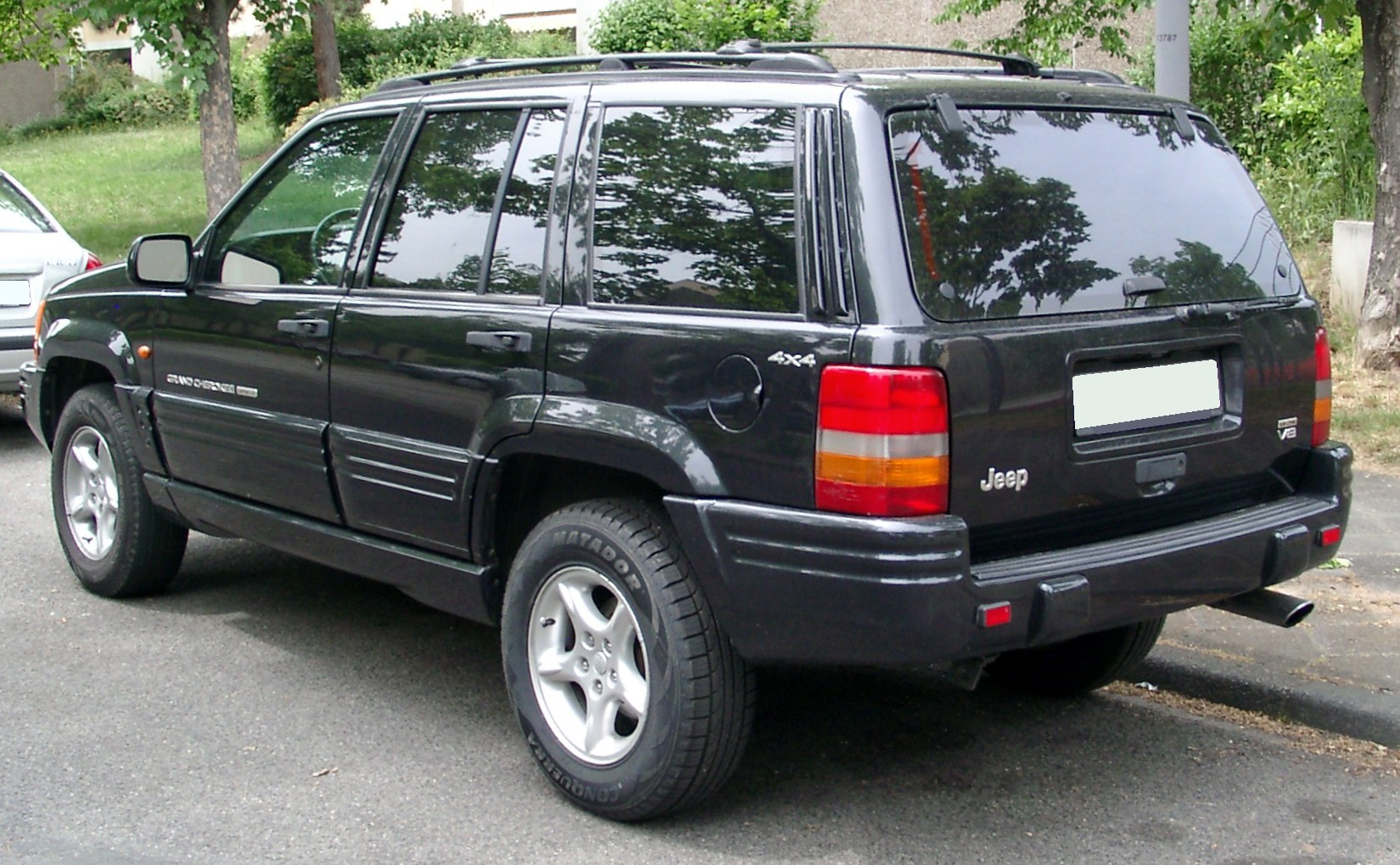
リア

### 2代目 WJ（本国モデル）・WG（輸出モデル）（1999年-2004年）
1999年発売。ダイムラー・クライスラーが発足してからのモデルだが、初代モデルから127種類の部品が流用された。
ポルシェのエンジニアリングによって、軽量化と堅牢化が施された。またスペアタイヤの位置が、荷室のサイドから床下に変更された。
直6は、初代に続きAMCの4.0Lのパワーテックエンジンだが、インテークマニホールド及びエキゾーストマニホールドが改良され若干パワーアップされたものが搭載された。V8エンジンは2種類とも設計の新しいパワーテックエンジンに変更された。トランスミッションは、自社製の42REおよび45RFE 4速ATと、545RFE 5速ATが組み合わせられ、MTは廃止された。四輪駆動システムでは、新たにクォドラ・ドライブIIがオプションで設定された。
内装も全面的に刷新され、リアドアが大型化されるなど後部座席の乗員スペースが拡大された。
同年、VMモトーリとデトロイトディーゼルによって共同開発された直列5気筒 3.1Lディーゼルターボエンジンが、欧州およびオーストラリア市場向け車両に搭載された。
2002年、メルセデス・ベンツの直列5気筒 2.7L OM647型ディーゼルエンジンを、欧州向け車両に搭載。
2004年モデルではフェイスリフトが行われ、フロントグリルの形状などが変更されたが、同年にフルモデルチェンジが行われた。また、2004年には、このモデルの生産終了にあたり、生産設備が中国の北京ジープ（北京吉普汽車）に売却され、2006年から中国で販売が開始された。なお、中国仕様車には、直6 4.0Lおよび、V8 4.7Lエンジンが搭載される。

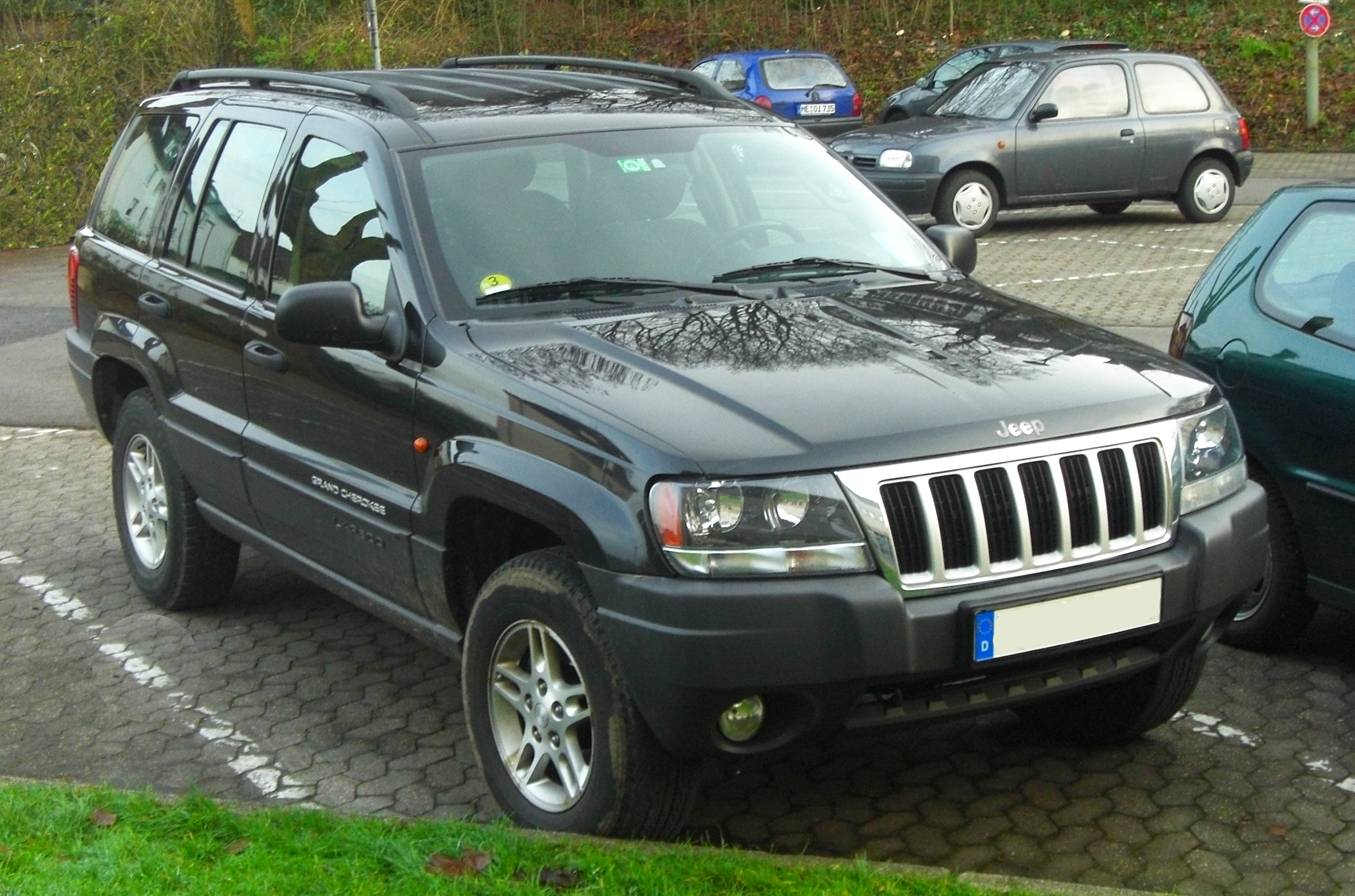
後期型（2004年）

### 3代目 WK（本国モデル）WH（輸出モデル）（2005年-2010年）
2004年に2005年モデルとして発売。四輪駆動システムは、クォドラ・ドライブIIを採用し、リアシート用DVDプレーヤーも設定された。
NVHが改善され、さらに、ジープでは初めてオンロード性能が謳われたモデルでもある。これは、ジープの購入層の増加を狙ったものであるが、オフロード性能は一部後退した。
エンジンは、V型6気筒 3.7 Lパワーテックエンジンと、V型8気筒 4.7 Lパワーテックエンジンが搭載され、V型8気筒 5.7 L ヘミエンジンがオプションで設定された。また、2006年モデルからは、V型8気筒 6.1 Lヘミエンジンも搭載された。さらに、欧州、南アメリカ、オーストラリアでは、メルセデス・ベンツの、V型6気筒 3.0 L OM642型コモンレールターボディーゼルエンジンが搭載され、北米でも2007年から搭載された。
2007年には、フランスのアルデシュ県で開かれたユーロ・キャンプ・ジープにおいて、ヨーロッパデビューを果たした。
また、日本では2005年7月9日に発売された。
2008年モデルでは、フェイスリフトが行われ、ヘッドランプの下部も円状になった。また、2009年モデルでは、5.7 Lヘミエンジンが改良された。

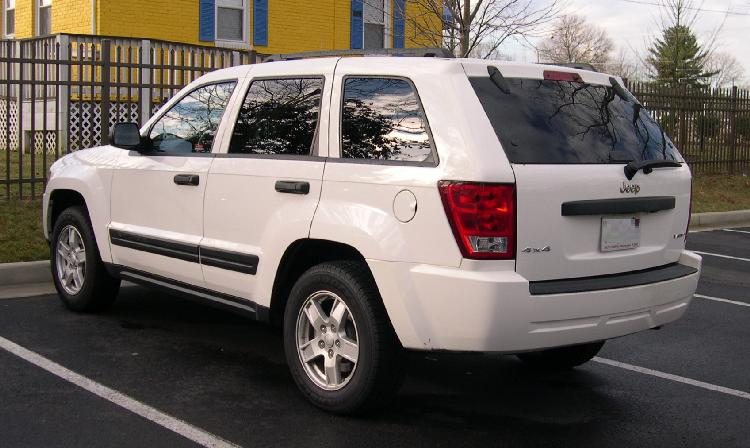
リア

### 4代目 WK2（2010年-2021年）
2009年4月のニューヨーク国際オートショーにて、4代目が発表され、翌2010年に2011モデルとして発売が開始された。
ダイムラー・クライスラー時代に開発がスタートした関係で、プラットフォームなどのハードウェアの約30%をメルセデス・ベンツ・Mクラス（3代目、W166型）と共用。同時に、ダイムラーから技術関与を受ける最後の車両でもある。従来同様、仕向け地により左右ハンドルの両仕様が用意され、グローバルに展開される。それによってSUVからクロスオーバーSUVとなった。
新設計の4WDシステム「クォドラトラックII」や「セレクテレインシステム」の採用などに加え、ジープ初のエアサスペンションとリヤにマルチリンクを備えた4輪独立懸架式サスペンションを採用したことで、オンロードでの性能も大幅に向上した。
エンジンはV8/5.7L・HEMIや6.4L・HEMIの設定もあるが、販売の主力となるモデルは可変バルブ機構を備えた3.6LのV6・DOHCに換装された。最高出力286PS、最大トルク35.4kg-mを発生するこのユニットは、従来の4.7L・V8をパワーで55PS上回る一方、約10%の燃費向上を果たしている。トランスミッションは5ATを継承。
インテリアは各パーツの精度を向上させるとともに、カーゴルームの拡大やフロントやリアドアの開口角度を拡大。いずれも既存ユーザーの意見を形にした。リアシートリクライニング機能の採用については日本のユーザーの意見を反映させたものである。
なお、このモデルは廃止となったコマンダーの客層を補完する役割も担っている。
2011年2月23日　日本仕様が発表された（発売開始は3月12日）。
マイナーチェンジ（2014）
- 2014年モデル（日本では2013年11月23日発売開始）より、インテリア、エクステリア、エンジン等、大幅なマイナーチェンジが行われる。

マイナーチェンジ（2017）

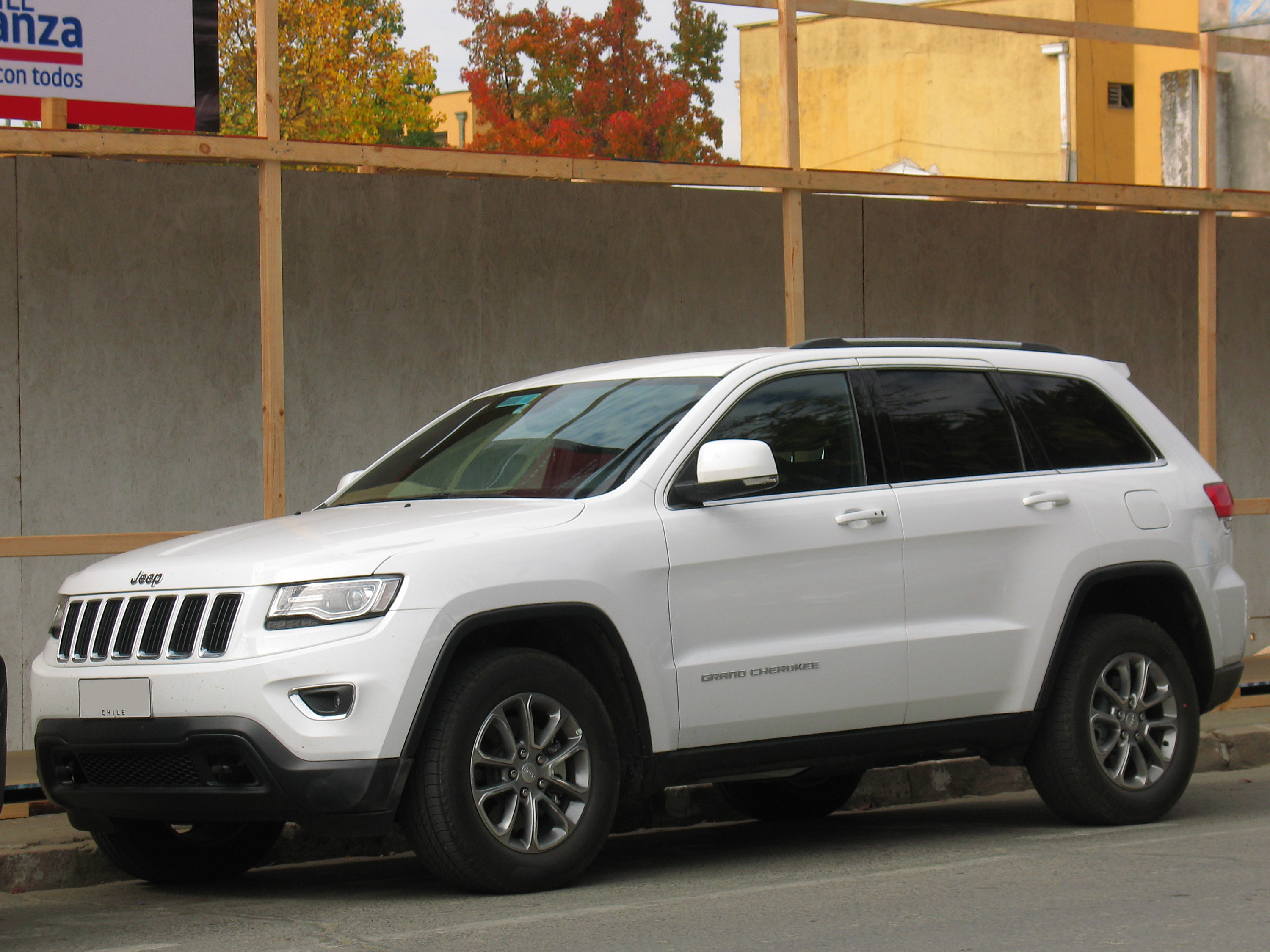
jeep GrandCherokee 2014

- ジープ伝統の「セブンスロットグリル」の高さを短くするなどフロントマスクを新しくしたほか、先進安全装備や快適装備などの充実を図った。現行型グランドチェロキーのマイナーチェンジは、2011年の国内導入以来、2度目となる。

トラックホーク（2018）
- FCAジャパンは、ジープのフラッグシップSUV『グランドチェロキー』に高性能モデル「トラックホーク」を設定し、1月25日に受注を開始した。オフロード性能だけでなく、レーシングトラックとしての走行性能も追求したジープ史上最強の高性能モデルである。パワートレーンは最高出力707psを発生する6.2 L V8スーパーチャージャーエンジンと8速ATの組み合わせ。0-60マイル（96km）加速3.5秒、最高速度は約290km/hに達する。

### 5代目 WL（2021年-　）
2021年1月、アメリカ国内にて公開された。新型は標準仕様の「グランドチェロキー」とロングホイールベース版の「グランドチェロキーL」の2本立てとなり、前者はミシガン州デトロイトジェファーソンノース工場、後者は同州にあるマックスアベニューエンジン工場の敷地内に新設されたマックスアベニュー完成車工場にて生産される。
エクステリアは初代SJ型ワゴニアがモチーフになっており、ワゴニアから優雅なプロポーションや広々としたキャビン、ならびに特徴的な逆スラントノーズを継承するとともに、ジープブランドのアイデンティティである7スロットグリルと台形のホイールアーチも採用する。
インテリアにはジーププブランド初となるダイヤル式のシフトノブ「ロータリーシフト」が全車に採用され、ZF製の8速ATが組み合わされる。
プラットフォームは一新され、アルファロメオ・ジュリアや同ステルヴィオに採用される「ジョルジオ プラットフォーム」をストレッチさせたものをジープブランドで初めて採用。駆動方式はジープの伝統に従った2種の4輪駆動（クアドラトラック、クアドラトラックII）と後輪駆動の3種である。
パワートレインはV6・3.6L、V8・5.7L HEMIに加え、グランドチェロキー初となるプラグインハイブリッド仕様も用意される。
グランドチェロキーLを例にとると、アメリカ本国におけるグレードは「Laredo」「Limited」「Overland」「Summit Reserve」の4種が用意される。
2021年12月13日には日本仕様の「グランドチェロキーL」が発表され、7人乗りの「Limited」と6人乗りの「Summit Reserve」の2種が用意される（全車V6・3.6L+8AT+クアドラトラックIIの組み合わせ）。後者には計19個のスピーカーを備えたマッキントッシュプレミアムサウンドシステム、マッサージ機能付きフロント16WAYパワーシート、ハンズフリーパワーゲート、デジタルリヤビュールームミラー等を備える。
2022年10月24日、日本向け「グランドチェロキー」を追加。全長とホイールベースが大幅に短縮された上で全車5人乗りとなり、全車4気筒ターボエンジンを採用するが、グランドチェロキー初となるプラグインハイブリッド仕様である「4xe」も設定された。
グレードはターボが「Limited」、4xeが「Limited」と「Summit Reserve」の2種（この追加を機に、Lのグレード名が「L 
Limited」と「L Summit Reserve」に改称された）。
2023年12月2日、限定車「30th Anniversary Edition」を発売。グランドチェロキー30周年を記念した特別仕様車で、Limited 4Xeをベースに日本未導入の「Overland」と同等のエクステリアデザインを採用すると共にフロントグリル、ルーフレール、ホイールを黒色としている。また、Summit Reserve専用装備であるデジタルリアビュールームミラーやワイヤレスチャージングパッド、ウインドウシェードを特別装備した。ボディカラーはダイヤモンドブラッククリスタルのみで、限定は90台。
2024年9月14日、限定車「Limited Special Edition」を発売。Limitedをベースにドライブレコーダー、プレミアムフロアマット（Special Edition刺繍入り）、サイドバイザー、オリジナルバッヂを装備しながらベース車よりも価格を抑えている。また、成約者特典としてAnkerのポータブル電源も付属する。カラーはブライトホワイト（限定40台）とダイヤモンドブライトクリスタル（同60台）の2色。
2025年2月28日、右ハンドルモデルの生産終了が発表された。
2025年3月15日、日本市場では最終モデルとなる限定車「Final Edition」を発売。Limitedをベースにブラックバッヂ（「Jeep」（フロントのみ）、「4x4」、「Grand Cherokee」）、グロスブラック塗装アルミホイール、「Final Edition」バッヂを装備。ボディカラーはブライトホワイト（限定30台）とバルティックグレーメタリック（同70台）の2色。